# Мачухівська сільська територіальна громада
Мачухівська сільська територіальна громада — об'єднана територіальна громада в Україні, на територіях колишніх Новосанжарського, Полтавського та Решетилівського районів Полтавської області. Адміністративний центр — село Мачухи.
Площа громади — 247,08 км², населення — 7930 мешканців (2018).
Утворена 17 серпня 2017 року шляхом об'єднання Полузірської сільської ради Новосанжарського району, Калашниківської, Мачухівської, Судіївської сільських рад Полтавського району та Плосківської сільської ради Решетилівського району.
12 червня 2020 року, відповідно до розпорядження Кабінету Міністрів України № 721-р «Про визначення адміністративних центрів та затвердження територій територіальних громад Полтавської області», ці ради увійшли до складу Мачухівської сільської громади.
19 липня 2020 року, в результаті адміністративно - територіальної реформи та ліквідації Полтавського району(1925—2020, Мачухівська сільська громада увійшла до складу новоутвореного Полтавського району.

## Населені пункти
До складу громади входять 27 сіл: Байрак, Бондури, Браїлки, Васьки, Гвоздиківка, Дмитренки, Калашники, Клименки, Кованчик, Куклинці, Левенцівка, Мазурівка, Малі Козуби, Мачухи, Миколаївка, Михайлики, Писаренки, Підлепичі, Плоске, Полузір'я, Сердюки, Снопове, Судіївка, Твердохліби (Калашниківський старостинський округ), Твердохліби (Плосківський старостинський округ), Чередники, Шевченки.

## Пам'ятки
На території громади розташована частина загальнозоологічного заказника місцевого значення «Сьомківщина».